# Grad Porcia
Grad Porcia v Špitalu ob Dravi v Zgornji Koroški, Avstrija je bil zgrajen v 16. stoletju. To je renesančni grad v slogu italijanskih palač. Je ena najlepših renesančnih stavb severno od Alp .

## Zgodovina
Od leta 1534 je bil grad zgrajen v imenu grofa Gabriela von Salamanca-Ortenburga (1489-1539), po rodu iz Španije, blagajnika in zaupnika cesarja Ferdinanda I.. Salamanca je 10. marca 1524 od Ferdinanda pridobil grofijo Ortenburg in naročil italijanske arhitekte za načrtovanje in gradnjo gradu. Dopolnili so ga  njegovi nasledniki, več kot 60 let kasneje, 1597/98. Ulična fasada in dvorišče s stebriščno arhitekturo in tri-nadstropne arkade so bolj značilne za mestne, italijanske palače kot za grad na Koroškem. Grajski vrt v današnji velikosti je nastal v 19. stoletju.
Rodbina Salamanca je izumrla leta 1620. Grofija Ortenburg in z njim grad je prišla v posest rodbine Widmann. Prodala jo je leta 1662 italijanski plemiški družini Porcia, ki je izvirala iz Pordenona, ki je takrat kupila na Koroškem več posesti. Od tod ime gradu. Princ Johann Ferdinand iz Porcie, minister Leopolda I. in 13 njegovih potomcev so v gradu živeli do leta 1918.
Knezi Porcia so prodali grad Robertu, baronu Klingerju iz Klingerstorffa, ki je pozneje zaradi pomanjkanja denarja na dražbi prodal celoten inventar. Od prvotnega pohištva so ohranjeni le nekateri deli pohištva, ki so razstavljeni v Muzeju narodne kulture v gradu v Prinčevi sobi. Leta 1930 je občina Spittal najprej pridobila grajski park, leta 1951 pa tudi stavbo. Že od samega začetka je bil cilj skupnosti, da bi grad postal dostopen javnosti in bi ga uredili kot kulturno središče mesta. Od leta 1958 je v njem Muzej popularne kulture. Prva gledališka predstava je bila leta 1959 in prva zborovska predstava leta 1964.

## Grad danes
Danes so stavbi gradu Porcia, poleg Muzeja popularne kulture, še galerija, oder za gledališke predstave in koncerte ter kavarna. Do januarja 2015 je bila tudi mestna knjižnica. Vsak četrtek na grajskem dvorišču poteka kmečka tržnica.
Grad se uporablja tudi za dogodke, kot je letno mednarodno tekmovanje pevskih zborov. Dvorišče je dva poletna meseca prizorišče festivala komedij. Vsaki dve leti se v Špitalu v čast graditelju in prvemu lastniku odvija festival Salamanca.

## O grofici Salamanca
Katarina Salamanca je bila grofica in potomka Gabriela von Salamanca. Po legendi je bila trmasta žena in ljubila le svojega edinega sina Johanna. Nekega dne, ko je grofica na gradu praznovala, so lačni prebivalci vasi prišli in prosili za ostanke. Toda grofica jih je zavrnila in celo nanje spustila pse svojega sina. Starca, ki ni mogel dovolj hitro ubežati so psi pogrizli do smrti. Preden je umrl, je preklel trdo grofičino srce. Kmalu so tudi grofičinega sina raztrgali psi. Besede berača so se uresničile. Ko je Johann poskušal ločiti boreče pse so ga njegove živali ubile. Katarina Salamanca je globoko žalovala. Ko je začutila da se ji bliža smrt, je najela zidarja, da je zazidal njene zaklade, tako da nihče ni mogel vzeti njenih stvari. Ubogega zidarja in služkinjo, ki je tudi vedela kje je skrit zaklad, je ubila z natikačem. Po grofičini smrti so zgodbo širili delavci z gradu. Od takrat so govorili, da zlobna ženska ne najde miru in še vedno hodi po gradu.

## Drugo
25. septembra 1962 je avstrijska pošta izdala serijo znamk z motiv avstrijskih spomenikov v vrednosti 40 grošev.